# Natação nos Jogos Olímpicos de Verão de 2024 - 100 m costas feminino
A prova dos 100 m costas feminino da natação nos Jogos Olímpicos de Verão de 2024 ocorreu em 29 e 30 de julho de 2024 na Paris La Défense Arena, em Paris. Um total de 36 nadadoras de 29 Comitês Olímpicos Nacionais (CON) participaram do evento.

## Qualificação
Cada Comitê Olímpico Nacional (CON) poderia inscrever no máximo duas nadadoras qualificadas em cada evento individual, mas somente se ambas atingissem o "tempo de qualificação olímpica" (OQT). Uma nadadora por evento poderia potencialmente entrar se atingisse o "tempo de consideração olímpica" (OCT), ou se a cota total de 852 competidores não tivesse sido atingida. Os CONs também poderiam inscrever nadadores independentemente do tempo através das vagas de universalidade, mesmo que não tenham atingindo nenhum dos tempos de inscrição padrão (OQT/OCT).
Após o fim da janela de qualificação, a World Aquatics avaliou o número de nadadores que alcançaram o OQT, o número de nadadores somente para as provas de revezamento e o número de vagas de universalidade, antes de convidar aqueles com OCT para cumprir a cota total de 852. Além disso, as vagas no OCT foram distribuídas por evento de acordo com as posições no ranking mundial durante o prazo de qualificação. Para os 100 m costas feminino, o OQT foi de 59s99 e o OCT de 1min00s29.

## Formato
A competição consiste em três rodadas: preliminares, semifinais e final. As nadadoras com os 16 melhores tempos nas baterias preliminares avançam às semifinais. Já as nadadoras com os 8 melhores tempos nas semifinais avançam à final. Desempates (swim-offs) são utilizados conforme necessário para quebrar os empates de avanço à próxima rodada.

## Calendário
Horário local (UTC+2)
| Data                | Horário | Fase         |
| ------------------- | ------- | ------------ |
| 29 de julho de 2024 | 10:00   | Preliminares |
| 29 de julho de 2024 | 19:35   | Semifinais   |
| 30 de julho de 2024 | 17:30   | Final        |

## Medalhistas
| Ouro   | AUS Kaylee McKeown    |
| Prata  | USA Regan Smith       |
| Bronze | USA Katharine Berkoff |

## Recordes
Antes desta competição, os recordes mundiais e olímpicos da prova eram os seguintes:
| Tipo | Atleta         | Tempo | Local        | Data                |
| ---- | -------------- | ----- | ------------ | ------------------- |
|      | Regan Smith    | 57.13 | Indianápolis | 18 de junho de 2024 |
|      | Kaylee McKeown | 57.47 | Tóquio       | 27 de julho de 2021 |

## Resultados

### Preliminares
As nadadoras com os 16 melhores tempos, independente da bateria, avançam às semifinais.
| Pos. | Bateria | Raia | Nadadora            | CON                             | Tempo   | Notas |
| ---- | ------- | ---- | ------------------- | ------------------------------- | ------- | ----- |
| 1    | 3       | 4    | Katharine Berkoff   | USA Estados Unidos              | 57.99   | Q     |
| 2    | 5       | 4    | Regan Smith         | USA Estados Unidos              | 58.45   | Q     |
| 3    | 4       | 4    | Kaylee McKeown      | AUS Austrália                   | 58.48   | Q     |
| 4    | 5       | 5    | Kylie Masse         | CAN Canadá                      | 59.06   | Q     |
| 5    | 3       | 5    | Emma Terebo         | FRA França                      | 59.10   | Q     |
| 6    | 5       | 6    | Béryl Gastaldello   | FRA França                      | 59.31   | Q     |
| 7    | 4       | 5    | Iona Anderson       | AUS Austrália                   | 59.37   | Q     |
| 8    | 4       | 2    | Carmen Weiler       | ESP Espanha                     | 59.57   | Q,    |
| 9    | 4       | 7    | Roos Vanotterdijk   | BEL Bélgica                     | 59.68   | Q     |
| 10   | 3       | 7    | Kira Toussaint      | NED Países Baixos               | 59.84   | Q     |
| 11   | 4       | 3    | Wan Letian          | CHN China                       | 59.87   | Q     |
| 12   | 5       | 3    | Ingrid Wilm         | CAN Canadá                      | 1:00.06 | Q     |
| 13   | 5       | 2    | Maaike de Waard     | NED Países Baixos               | 1:00.12 | Q     |
| 14   | 4       | 6    | Wang Xue'er         | CHN China                       | 1:00.15 | Q     |
| 15   | 4       | 1    | Louise Hansson      | SWE Suécia                      | 1:00.26 | Q     |
| 16   | 3       | 3    | Danielle Hill       | IRL Irlanda                     | 1:00.40 | Q     |
| 17   | 5       | 7    | Adela Piskorska     | POL Polônia                     | 1:00.47 |       |
| 18   | 3       | 2    | Kathleen Dawson     | GBR Grã-Bretanha                | 1:00.69 |       |
| 19   | 3       | 6    | Medi Harris         | GBR Grã-Bretanha                | 1:00.85 |       |
| 20   | 5       | 1    | Anastasiya Shkurdai | AIN Atletas Individuais Neutros | 1:00.94 |       |
| 21   | 3       | 1    | Celia Pulido        | MEX México                      | 1:01.10 |       |
| 22   | 5       | 8    | Nika Sharafutdinova | UKR Ucrânia                     | 1:01.47 |       |
| 23   | 4       | 8    | Emma Harvey         | BER Bermudas                    | 1:01.78 |       |
| 24   | 3       | 8    | Gabriela Georgieva  | BUL Bulgária                    | 1:02.16 |       |
| 25   | 2       | 5    | Aviv Barzelay       | ISR Israel                      | 1:02.30 |       |
| 26   | 2       | 4    | Xeniya Ignatova     | KAZ Cazaquistão                 | 1:02.51 |       |
| 27   | 2       | 6    | Zuri Ferguson       | TTO Trinidad e Tobago           | 1:02.75 |       |
| 28   | 2       | 2    | Lucero Mejía        | GUA Guatemala                   | 1:03.42 |       |
| 29   | 2       | 3    | Cindy Cheung        | HKG Hong Kong                   | 1:03.45 |       |
| 30   | 1       | 4    | Ganga Senavirathne  | SRI Sri Lanka                   | 1:04.26 |       |
| 31   | 2       | 8    | Amani Al-Obaidli    | BRN Bahrein                     | 1:04.27 |       |
| 32   | 2       | 1    | Celina Márquez      | ESA El Salvador                 | 1:04.55 |       |
| 33   | 2       | 7    | Elizabeth Jiménez   | DOM República Dominicana        | 1:04.99 |       |
| 34   | 1       | 3    | Denise Donelli      | MOZ Moçambique                  | 1:08.73 |       |
| 35   | 1       | 5    | Aýnura Primowa      | TKM Turcomenistão               | 1:10.17 |       |
| 36   | 1       | 6    | Maleek Al-Mukhtar   | LBA Líbia                       | 1:10.99 |       |

### Semifinais
As nadadoras com os oito melhores tempos, independente da bateria, avançam à final.
| Pos. | Bateria | Raia | Nadadora          | CON                | Tempo   | Notas |
| ---- | ------- | ---- | ----------------- | ------------------ | ------- | ----- |
| 1    | 1       | 4    | Regan Smith       | USA Estados Unidos | 57.97   | Q     |
| 2    | 2       | 5    | Kaylee McKeown    | AUS Austrália      | 57.99   | Q     |
| 3    | 2       | 4    | Katharine Berkoff | USA Estados Unidos | 58.27   | Q     |
| 4    | 2       | 6    | Iona Anderson     | AUS Austrália      | 58.63   | Q     |
| 5    | 1       | 5    | Kylie Masse       | CAN Canadá         | 58.82   | Q     |
| 6    | 1       | 7    | Ingrid Wilm       | CAN Canadá         | 59.10   | Q     |
| 7    | 1       | 3    | Béryl Gastaldello | FRA França         | 59.29   | Q     |
| 8    | 2       | 3    | Emma Terebo       | FRA França         | 59.50   | Q     |
| 9    | 1       | 6    | Carmen Weiler     | ESP Espanha        | 59.72   |       |
| 10   | 2       | 2    | Roos Vanotterdijk | BEL Bélgica        | 59.86   |       |
| 11   | 1       | 1    | Wang Xue'er       | CHN China          | 59.89   |       |
| 12   | 2       | 7    | Wan Letian        | CHN China          | 1:00.06 |       |
| 13   | 2       | 1    | Maaike de Waard   | NED Países Baixos  | 1:00.22 |       |
| 14   | 1       | 2    | Kira Toussaint    | NED Países Baixos  | 1:00.37 |       |
| 15   | 2       | 8    | Louise Hansson    | SWE Suécia         | 1:00.47 |       |
| 16   | 1       | 8    | Danielle Hill     | IRL Irlanda        | 1:00.80 |       |

### Final
As três nadadoras mais rápidas na final conquistam as medalhas.
| Pos.              | Raia | Nadadora          | CON                | Tempo | Notas |
| ----------------- | ---- | ----------------- | ------------------ | ----- | ----- |
| Medalha de ouro   | 5    | Kaylee McKeown    | AUS Austrália      | 57.33 | , =   |
| Medalha de prata  | 4    | Regan Smith       | USA Estados Unidos | 57.66 |       |
| Medalha de bronze | 3    | Katharine Berkoff | USA Estados Unidos | 57.98 |       |
| 4                 | 2    | Kylie Masse       | CAN Canadá         | 58.29 |       |
| 5                 | 6    | Iona Anderson     | AUS Austrália      | 58.98 |       |
| 6                 | 7    | Ingrid Wilm       | CAN Canadá         | 59.25 |       |
| 7                 | 8    | Emma Terebo       | FRA França         | 59.40 |       |
| 8                 | 1    | Béryl Gastaldello | FRA França         | 59.80 |       |

Legenda
| Recorde mundial      | Recorde mundial (World record)               |                       | Recorde africano                      | Recorde africano (African) |                                           | Q | Classificado por posição (Qualified) |
| Recorde olímpico     | Recorde olímpico (Olympic record)            | Recorde da América    | Recorde da América (Americas)         | q                          | Classificado por melhor tempo (Qualified) |   |                                      |
| Melhor marca do ano  | Melhor marca do ano (World leading)          | Recorde asiático      | Recorde asiático (Asian)              | DNS                        | Não largou (Did not start)                |   |                                      |
| Recorde nacional     | Recorde nacional (National record)           | Recorde europeu       | Recorde europeu (European)            | DNF                        | Não terminou (Did not finish)             |   |                                      |
| Recorde pessoal      | Recorde pessoal do atleta (Personal best)    | Recorde da Oceania    | Recorde da Oceania (Oceania)          | DSQ / DQ                   | Desclassificado (Disqualified)            |   |                                      |
| Recorde da temporada | Recorde da temporada do atleta (Season best) | Recorde sul-americano | Recorde sul-americano (South America) | NM                         | Sem marca (No mark)                       |   |                                      |